# Taco Pozo
Taco Pozo es una localidad ubicada en el departamento Almirante Brown, provincia del Chaco, Argentina. Se encuentra a 340 km de Presidencia Roque Sáenz Peña, por RN 16 al oeste y a 466 km al noroeste de Resistencia, mientras que las localidades más cercanas son Monte Quemado (en la provincia de Santiago del Estero), a 51,4 km al sudeste, y Nuestra Señora de Talavera (en la provincia de Salta), a 56,2 km al noroeste. La Ruta Nacional 16 es la única vía de comunicación consolidada que conecta a Taco Pozo con las demás localidades citadas, aunque también se puede acceder a esta localidad por vía del Ferrocarril General Belgrano, pero este medio no posee actividad constante.

## Historia
En 1913, se abrió la estación Taco Pozo de ferrocarril, que dio origen a esta población homónima, en el extremo occidental de la provincia del Chaco. Fue oficialmente reconocida por decreto de Agustín P. Justo el 18 de marzo de 1935. El aniversario de la localidad es celebrado el 18 de marzo y el 30 de agosto es la fiesta patronal de Santa Rosa de Lima.
También fue muy influyente en la colonización occidental chaqueña la apertura de una traza entre Taco Pozo y Nueva Población, facilitando el movimiento de hacienda en la región del Bermejo.

## Toponimia
Su nombre proviene de la voz quechua taco pozo, que se traduce como 'pozo del algarrobo'.

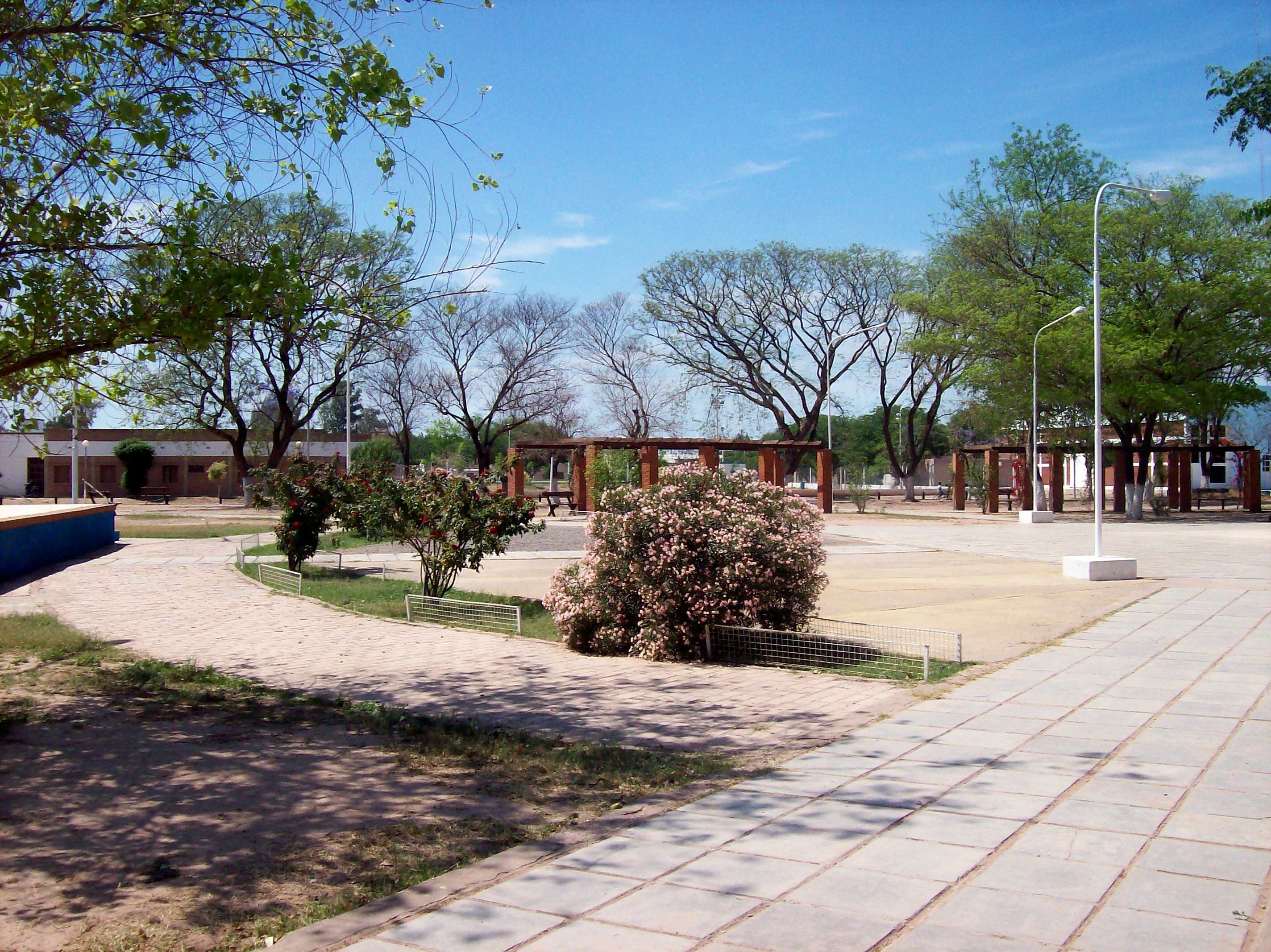
Plaza principal.

La estación ferroviaria del km 1194 de la línea Barranqueras-Metán se instaló en 1913 recibiendo el nombre de Taco Pozo el 2 de diciembre de 1931. Otro decreto del 18 de marzo de 1934, le dio esa denominación al pueblo formado en torno de la estación.

## Clima
Clima subtropical con estación seca, debido a que las precipitaciones se concentran más en el verano y disminuyen en el invierno, por eso se da una estación seca.
La temperatura máxima media anual es de 28 °C y la mínima media anual de 14°, dando como resultado una media anual de 21° como en toda la provincia del Chaco.
Los veranos son cálidos y lluviosos y la media temperatura es mayor a 25°.Los inviernos son templados y frescos y la temperatura media es mayor a 10°.
Las precipitaciones promedio anual es alrededor de 900 mm.

## Educación
Cuenta con una extensión áulica de la Universidad Nacional del Chaco Austral que dicta la licenciatura en Nutrición. También con una extensión del Instituto de Educación Superior "Miguel Neme" de la localidad de Las Breñas en la carrera del Profesorado para la Educación Superior en Educación Física. 
Y el Instituto de Educación Superior Taco Pozo, que integra la Red Virtual de Institutos Superiores de Formación Docente coordinada por el INFD (Instituto Nacional de Formación Docente) dependiente del Ministerio de Educación de la Nación Argentina. 
También se encuentran  Escuelas SRTC (Secundaria Rural Mediada por TIC) que se encuentra a 75 kilómetros de la Sede de San Telmo, que empezó a funcionar hace 7 años, y a 145 kilómetros de la otra Sede Alta Esperanza que se abrió hace  6 años.

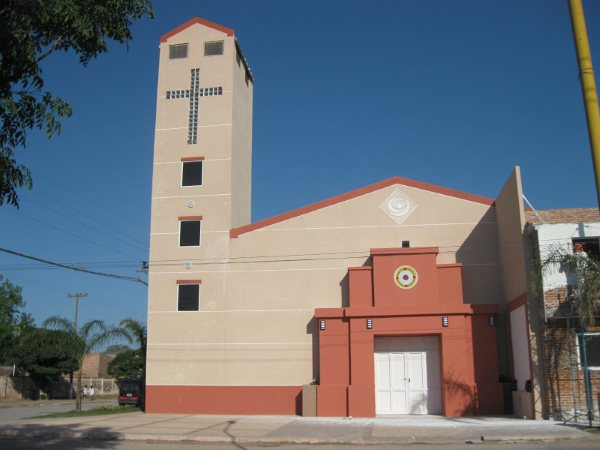
Parroquia Santa Rosa de Lima.

## Vías de comunicación
La principal vía de comunicación es la Ruta Nacional 16, que la comunica por asfalto al noroeste con la provincia de Salta, y al sudeste con Monte Quemado (provincia de Santiago del Estero) y Resistencia. Otra ruta importante es la provincial 61, que la vincula al nordeste con Fuerte Esperanza y Misión Nueva Pompeya.
El transporte ferroviario es solo de carga, y se realiza por medio del Servicio Ferroviario del Chaco (conocido como SE.FE.CHA).

## Población
Cuenta con 7,813 habitantes (Indec, 2010), lo que representa un incremento del 21 % frente a los 6,418 habitantes (Indec, 2001) del censo anterior. En el municipio el total ascendía a los 8470 habitantes (Indec, 2001).
| Gráfica de evolución demográfica de Taco Pozo entre 1991 y 2010 |
|                                                                 |
| Fuente: Censos nacionales del INDEC                             |

## Fiestas locales
- Santa Rosa de Lima, 30 de agosto (fiesta patronal).
- Aniversario de la localidad, 18 de marzo.

## Infraestructura
En 2010 contaba con 25 cuadras de pavimento.

## Parroquias de la Iglesia católica en Taco Pozo
| Diócesis  | San Roque de Presidencia Roque Sáenz Peña |
| --------- | ----------------------------------------- |
| Parroquia | Santa Rosa de Lima                        |

## Galería de fotos
- Wikimedia Commons alberga una categoría multimedia sobre Taco Pozo.

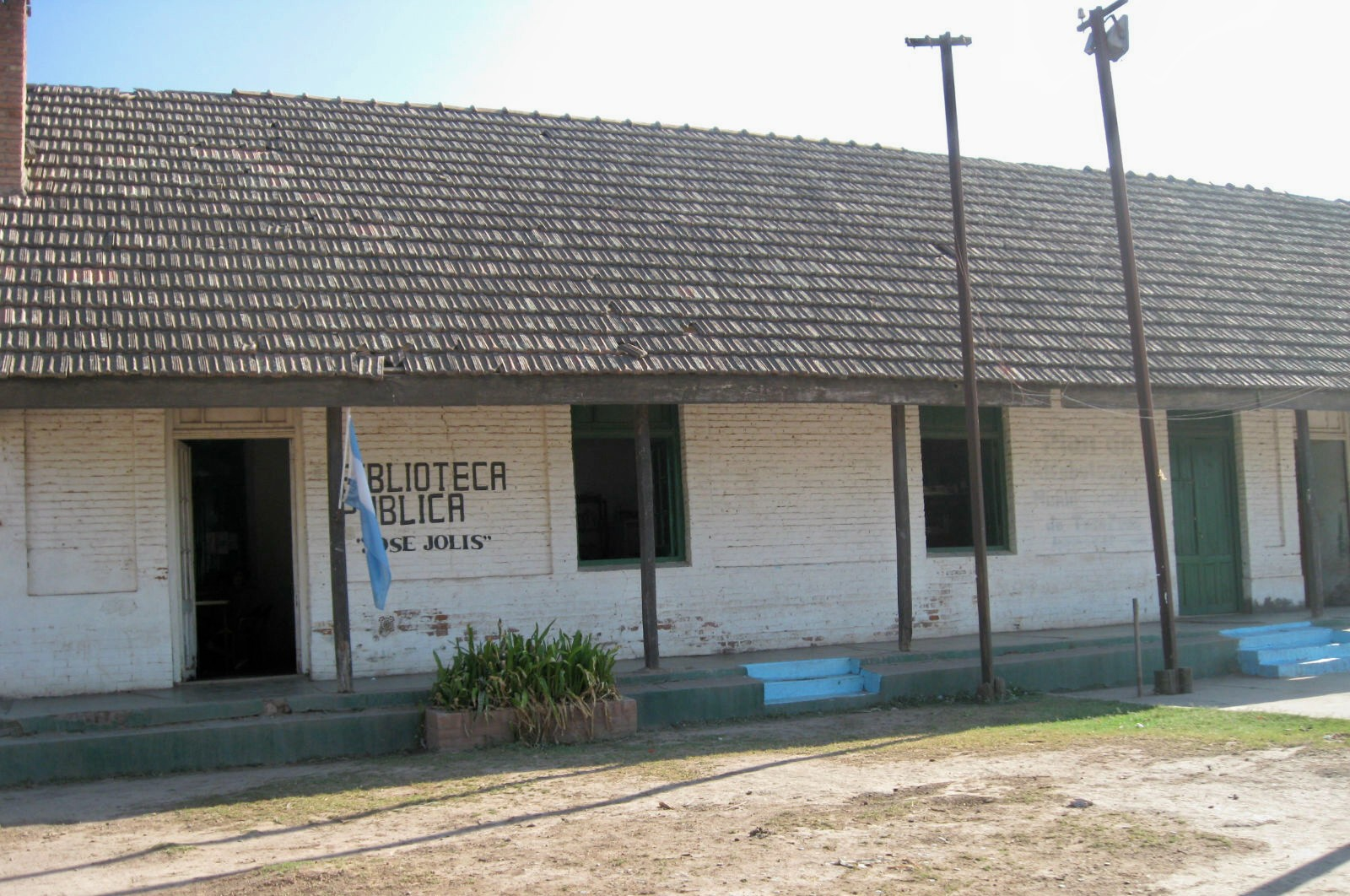
Ex sede de la Biblioteca Popular, en la antigua estación de tren.
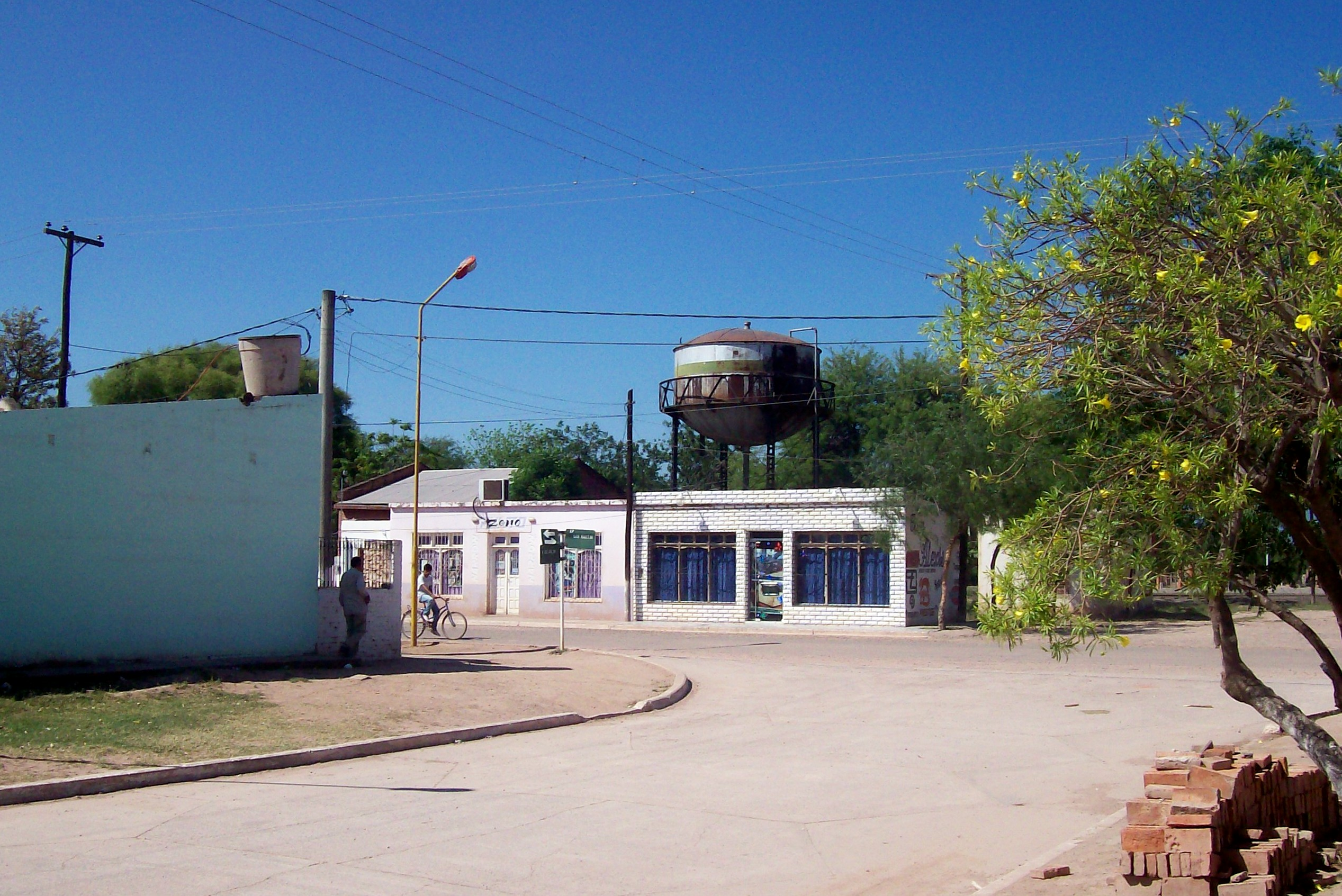
Zona céntrica.
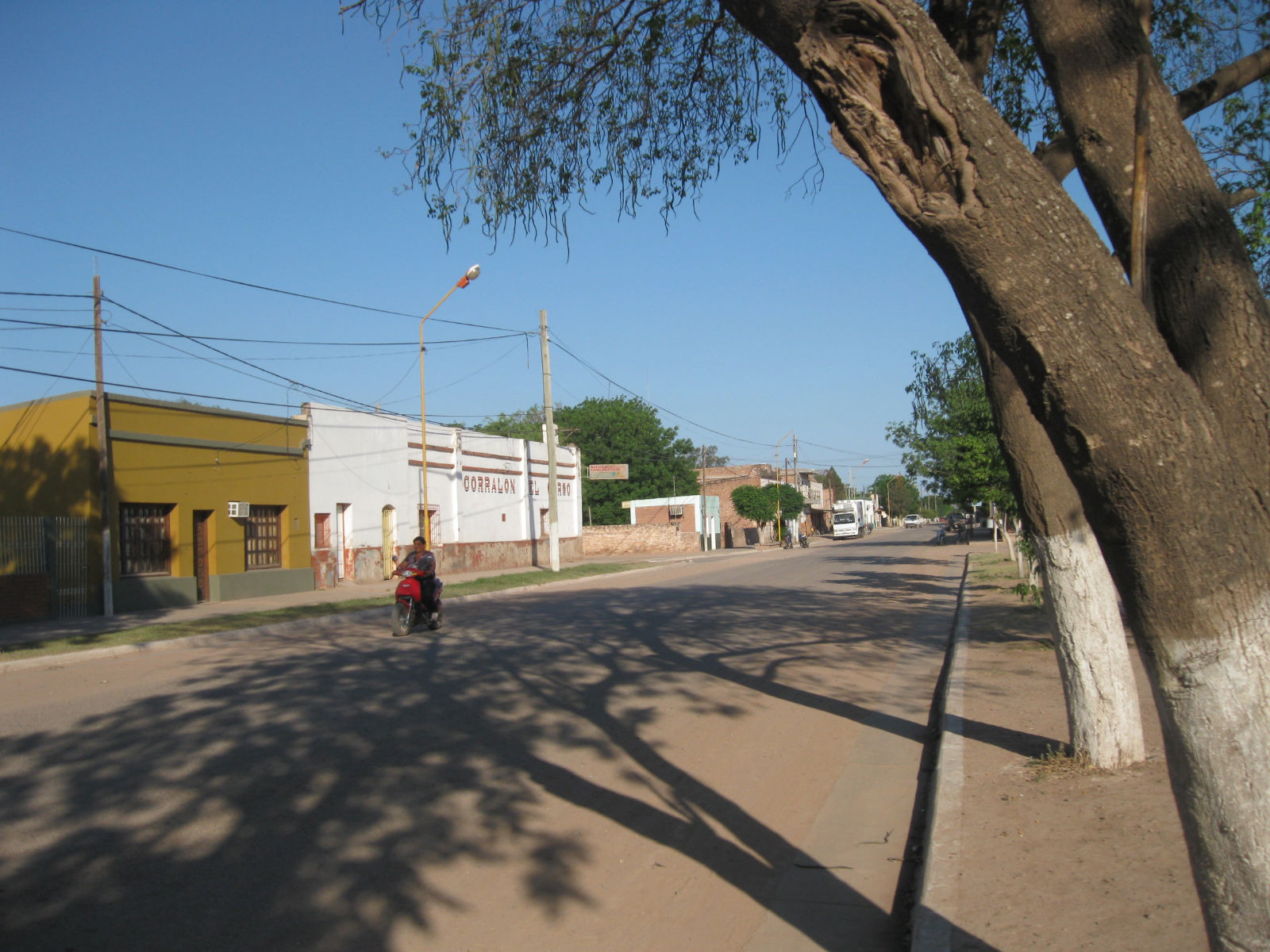
Avenida San Martín.
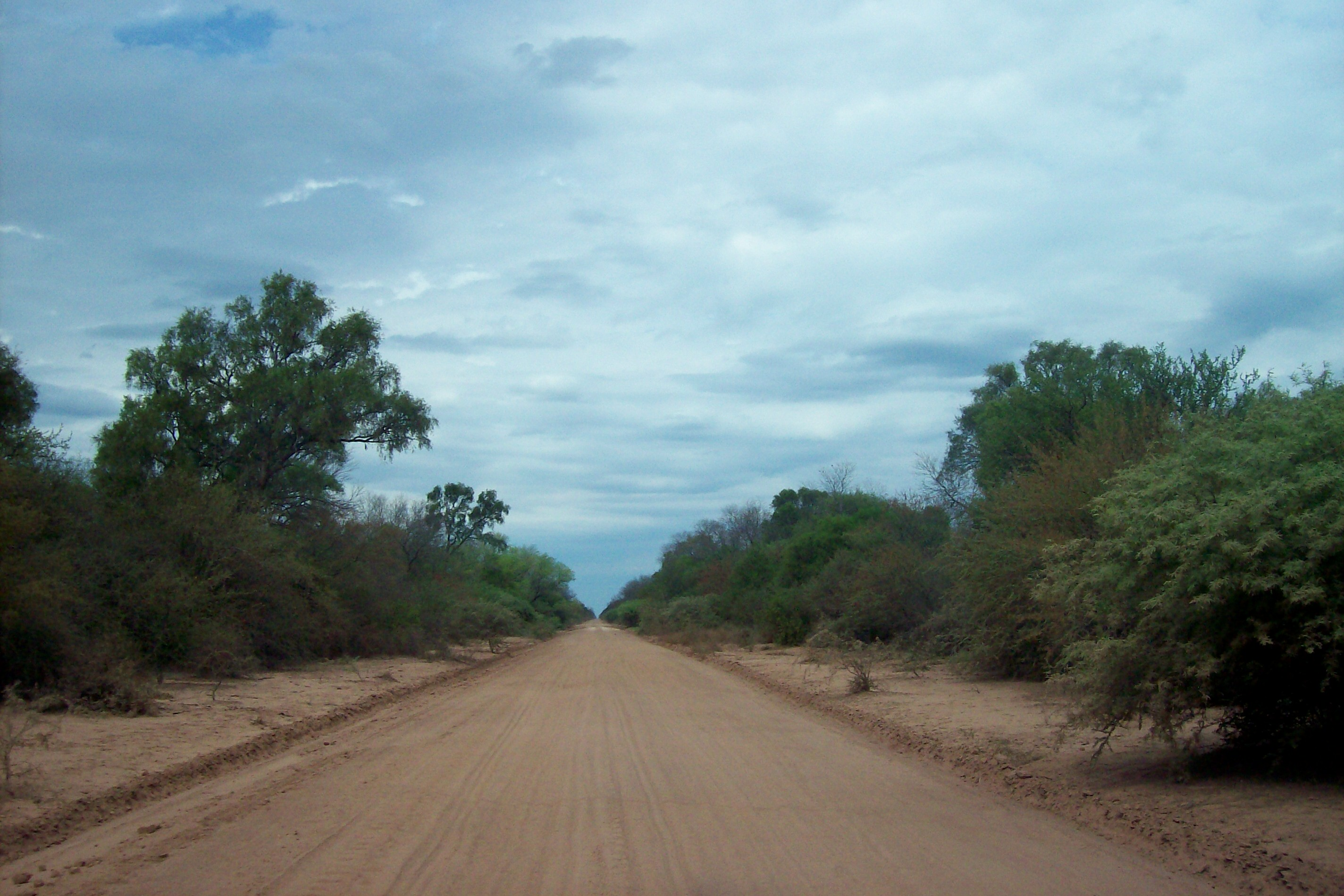
Entorno rural, a unos 20 km.